# Селивановский, Владимир Сергеевич
Владимир Сергеевич Селивановский (16 февраля 1942, Горький — 24 мая 2009, Нижний Новгород) — советский футболист, защитник.

## Карьера
Воспитанник горьковской «Ракеты». В 1963 году тренер «Волги» Иван Золотухин пригласил Селивановского в свою команду. В 1964 году клуб выступал в высшей лиге чемпионата СССР, но выбыл из неё по итогу сезона. В 1969 году Селивановский был отчислен из «Волги» и пополнил ряды куйбышевского «Металлургп», но в том же году перешёл в клуб высшего дивизиона «Локомотив», которым руководил Виктор Марьенко. Отыграв один сезон за «железнодорожников», он переехал в Дзержинск и стал выступать за местные команды, а в 30 лет завершил карьеру из-за травм.
Умер в 2009 году.